# スターム・ルガー
スターム・ルガー（Sturm, Ruger & Company, Incorporated）は、1949年創業のアメリカ合衆国コネチカット州サウスポートに本社を置く、銃器製造会社である。

## 概要
ともに銃の愛好家であった技術者（ガンスミス）の“ビル”ウィリアム・バターマン・ルガー（en:William B. Ruger 、1916-2002) と富裕な芸術家のアレクサンダー・マコーミック・スターム（en:Alexander McCormick Sturm 、1923-1951) によって第二次世界大戦後に共同設立された、アメリカの小火器業界では比較的新興のメーカーである。社名は二人の姓を繋いたもの。日本語においてはドイツの著名な拳銃「ルガーP08」（パラベラム・ピストル）およびこれを開発したオーストリア人技師ゲオルグ・ルガー（Georg J. Luger）とは混同されがちだが、ラストネームの頭文字がRとLとで異なり、両者の間に関係はない。
スタームは創業後ほどなく持病の肝炎で早世したため、以後はビル・ルガーの主導で経営を拡大した。同社のエンブレムはアレクサンダー・スタームが生前にデザインしたもので、元は赤色であったが、スターム没後にルガーが追悼の意を込めて黒に色を変更した逸話がある。
当初はレンタルした工作機械を使った小規模なショップであったが、ロストワックスまたはインベストメントキャストと呼ばれる大量生産向きの鋳造工法を大規模に導入し、価格に比して良質な製品を市場に提供する戦略で、これまで「安かろう悪かろう」なサタデーナイトスペシャルにしか手が届かなかったユーザーにも、モダンな設計の銃器を提供できるようにした。その結果、アメリカ有数の銃器メーカーに成長し、老舗企業のコルトやS&Wに匹敵する業績をあげている。
同社の製品の特徴は、決して最先端ではないが、単純堅実な設計で信頼性が高く、またロストワックス製法など生産性向上を考慮した製法の採用により、その性能の割に比較的廉価である点にある。後発メーカーらしく、大手先発メーカーのライセンスが切れた有名製品をモダナイズまたは小型化するなどのアレンジを加えて生産、市場に提供することも行っている。
無論、P95DCがアメリカ軍で限定的とはいえ制式採用されたように、絶対性能面においても既存の銃器に劣るものではない。とはいえ、その際の納入価格はM9の半分であったというから、いかにスタームルガーの製品が低価格であるかわかる。
同社が1950年に発売して以来の代表作である22口径拳銃のロングセラー・MkIシリーズ（現行はMk IV）は360ドル弱と低価格（他社の製品は1000ドル以上の物が中心）ながら、品質・性能が良いため、ピストル射撃の入門用、小口径ピストル射撃競技用、さらにはプリンキング（空き缶などを標的にした遊び撃ち）用としても人気が高い。
2019年から2021年にかけて、他社と競作状態となっているM16自動小銃（民生品はAR-15）の売り上げが増加。売上高は3900万ドルから1億300万ドルに急増した。一方で、しばしば同銃が銃乱射事件で使用されるため、風あたりも厳しくなっている。

## 製品

### リボルバー
- ブラックホーク
- シングルシックス
- バケーロ
- セキュリティシックス - GP100 - SP101
- レッドホーク - スーパー・レッドホーク
- LCR

### オートマチックピストル
- Mk I
- Mk II
- Mk III
- Mk Ⅳ
- モデル22/45
- Pシリーズ
- SR9
- LCP
- LC9
- 22チャージャー
- SP1911

### サブマシンガン
- スタームルガー MP9

### ライフル
- 10/22
- No.1
- M77
- ミニ14
- ミニ30
- ポリスカービン
- SR-556 - M4クローン

### ショットガン
- レッドラベル
- ゴールドラベル